# Аптон (Мен)
Аптон (англ. Upton) — місто (англ. town) в США, в окрузі Оксфорд штату Мен. Населення — 69 осіб (2020).

## Демографія
Згідно з переписом 2010 року, у місті мешкало 113 осіб у 61 домогосподарстві у складі 30 родин. Було 199 помешкань
Расовий склад населення:
| - 98,2 % — білих - 1,8 % — корінних американців |

До двох чи більше рас належало 0,0 %. Частка іспаномовних становила 0,0 % від усіх жителів.
За віковим діапазоном населення розподілялося таким чином: 10,6 % — особи молодші 18 років, 60,2 % — особи у віці 18—64 років, 29,2 % — особи у віці 65 років та старші. Медіана віку мешканця становила 57,1 року. На 100 осіб жіночої статі у місті припадало 113,2 чоловіків;  на 100 жінок у віці від 18 років та старших — 119,6 чоловіків також старших 18 років.
Середній дохід на одне домашнє господарство  становив 51 495 доларів США (медіана — 36 250), а середній дохід на одну сім'ю — 76 080 доларів (медіана — 61 250). 
Цивільне працевлаштоване населення становило 19 осіб. Основні галузі зайнятості: публічна адміністрація — 47,4 %, освіта, охорона здоров'я та соціальна допомога — 21,1 %, роздрібна торгівля — 15,8 %, мистецтво, розваги та відпочинок — 15,8 %.